# Sárkány Ferenc
Ilenczfalvi Sárkány Ferenc (Szilágycseh, 1822. március 19. – Kolozsvár, 1896. március 19.) református kollégiumi tanár, 1848-as hadnagy, Sárkány Lajos édesapja.

## Élete
Apja, ilencfalvi Sárkány Farkas, aki 1804 és 1824 között kusalyi, 1810 és 1817 ippi, 1818 és 1828 szilágycsehi evangelikus református lelkész, anyja, Diószeghy Sára volt. Apai nagyatyja, ilencfalvi Sárkány Mihály, aki 1773-ban magyarbaksai evangélikus reformatus levita, 1776 és 1779 között görcsöni, 1785 és 1797 kusályi pap, apai nagyanyja, Baczó Erzsébet, kusalyi földbirtokos asszony.
A korán árvaságra jutott fiú anyjával és fiútestvéreivel Zilahon töltötte gyermekéveit és az ottani kollégiumban végezte a gimnáziumot. Jogi és teológiai tanfolyamra Kolozsvárra ment, ahol a tanítói vizsgálat letétele után 1845-ben a mennyiségtan tanítójául alkalmazták. 1848 októberében nemzetőrnek állott, ahol az év végéig szolgált. 1849. január elején beállott honvédnek a 95. zászlóaljhoz; mint hadnagy részt vett augusztus 13-án a temesvári csatában. Azután bujdosott az Alföldre, később a Szilágyságba rokonaihoz. Rövid idő múlva alkalmazást nyert a kolozsvári református kollégiumnál. Letette a papi szigorlatot, s mint tanító és nevelő pénzt gyűjtött, hogy külföldi akadémiákra mehessen. Végül 1853-ban Bécsbe mehetett és egy évet matematikai és fizikai tanulmányokra fordított. 1854-ben ismét visszatért a kolozsvári kollégiumhoz, ahol előbb segéd, később tanári állást nyert és 1885-ig a matematika tanára volt. A református kollégium élén hosszú ideig állott mint tanvezető vagy igazgató-tanár. Tanítványa volt Hegedüs Sándor magyar politikus. 1885-től mint nyugalmazott tanár leginkább egyházi érdekeknek szentelte idejét. A kolozsvári református egyház gondnoka, az erdélyi református egyházkerület közfőtörvényszékének bírája volt.
Cikkei a kolozsvári református gimnázium Értesítőjében (1881. Igazgatói zárbeszéd); az 1848-49. Történelmi Lapokban (1895. 134. l. Személyi kérdés Szász Gerőt illetőleg és a nagyváradi menekülés).

## Házassága és gyermekei
Felesége szétsi Seress Mária (1826-1915), szécsi Seress László (1789-1864) és Méhes Krisztina (1798-1876) lánya. A házasságukból született:
- ilencfalvi Sárkány Erzsébet, Parádi Kálmán neje.
- ilencfalvi dr. Sárkány Lajos (1860–1929) református gimnáziumi tanár és igazgató.
- ilencfalvi Sárkány Mária, Bartha Lajos felesége.
- ilencfalvi Sárkány Lotti, Orbók Ferenc felesége.